# Laura Vaughan
Pour les articles homonymes, voir Vaughan.
Laura Vaughan est une athlète américaine née en 1965. Spécialiste de l'ultra-trail, elle a remporté la Wasatch Front 100 Mile Endurance Run en 1991, 1992, 1994, 1995 et 1999 ainsi que la Hardrock 100 en 1997.

## Résultats
- 1991
  - 1re de la Wasatch Front 100 Mile Endurance Run.

- 1992
  - 3e de la Way Too Cool 50K Endurance Run.
  - 1re de la Wasatch Front 100 Mile Endurance Run.

- 1994
  - 1re de la Wasatch Front 100 Mile Endurance Run.

- 1995
  - 1re de la Wasatch Front 100 Mile Endurance Run.

- 1997
  - 1re de la Hardrock 100.

- 1999
  - 1re de la Wasatch Front 100 Mile Endurance Run.